# Katzenkratzkrankheit
Die Katzenkratzkrankheit (KKK) ist eine Krankheit des Menschen, die durch Kratzverletzungen von Katzen übertragen wird. Es ist eine Infektionskrankheit, die meist anhand von Lymphknotenschwellungen an der Achsel oder am Hals erkannt wird und in der Regel gutartig verläuft. Die Katzen  sind nur Überträger der durch das Bakterium Bartonella henselae verursachten Krankheit, zeigen aber nach derzeitigem Kenntnisstand nur sehr selten Krankheitszeichen. Auch im Katzenfloh sind die Erreger der Katzenkratzkrankheit nachweisbar. Über ihn wird die Krankheit wahrscheinlich von Katze zu Katze übertragen.

## Ursache
Der Erreger der Krankheit ist Bartonella henselae, ein gramnegatives, stäbchenförmiges Bakterium. Darüber hinaus spielt auch Bartonella clarridgeiae eine Rolle. Das in der Vergangenheit ebenfalls als Auslöser angesehene Bakterium Afipia felis wird heute als unbedeutend für diese Erkrankung angesehen. Die Bakterien werden durch das Kratzen von Katzen oder auch deren Biss übertragen. Bei einer Reihe von Patienten ist aber keinerlei Katzenkontakt nachweisbar. Auch Katzenflöhe können die Erreger der Katzenkratzkrankheit übertragen.

## Synonyme
Katzenkratzfieber; Katzenkratzlymphadenitis; im Wissenschaftsgebrauch auch im Deutschen anzutreffen englisch cat scratch disease or fever; benign inoculative lymphoreticulosis; benigne Inokulationslymphoretikulose oder gutartige Impflymphoretikulose; französisch Maladie des griffes de chat. Früher ging man von einer Virusinfektion aus und nannte die Krankheit auch Virus-Kratz-Lymphadenitis.

## Verbreitung
Die Krankheit kann bei Kindern und bei Erwachsenen ausbrechen. Insbesondere Menschen mit einer Immunschwäche erkranken schneller. Obwohl die Katzenkratzkrankheit weltweit verbreitet ist, wird sie meist nicht sofort erkannt, da eine spezifische Blutuntersuchung notwendig ist. Erfolgt diese nicht, kann die Krankheit nicht eindeutig identifiziert werden. Der Erreger lässt sich bei 10 bis 70 % der Katzen in Deutschland nachweisen. Ein familiäres Auftreten der Krankheit kann durch eine neu angeschaffte Katze ausgelöst werden. Eine Übertragung von Mensch zu Mensch wurde bisher nicht beschrieben. Die Krankheit ist nicht meldepflichtig.

## Symptome

### Mensch
Nach zwei bis zehn Tagen kann es an der Kontaktwunde zu einer rot-braunen Papel kommen. Diese Papeln verursachen keine Schmerzen und verschwinden nach einigen Tagen oder Wochen wieder spontan. Etwas später sind dann im Lymphabflussgebiet der Wunde Lymphknotenschwellungen nachweisbar, die schmerzlos oder schmerzhaft sein können. Schwere Lymphadenopathien und Bakteriämien werden mit Antibiotika behandelt. In einigen Fällen kommt es zu eitrigen Einschmelzungen der Lymphknoten. Die Lymphknoten können über Wochen vergrößert bleiben.
Es gibt schwere atypische Verlaufsformen der Krankheit mit hohem Fieber, Glieder- und Kopfschmerzen. Insbesondere bei einer geschwächten Körperabwehr kann es zu einer Beteiligung des Zentralnervensystems oder einer Sepsis kommen.
Komplikationen sind vor allem Entzündungen des Zentralnervensystems wie Enzephalitis, Polyneuritis und Radikulitis mit Lähmungen. Bei fast jedem zehnten Erkrankten kann es zu einer Augenbeteiligung wie einer Parinaud-Krankheit, einer Neuroretinitis und anderen entzündlichen Veränderungen kommen. Auch andere Organe und Organsysteme wie Skelett (Osteomyelitis), Lunge (Pneumonie), Herz (Endokarditis), Leber (Peliosis hepatis) und  Blutgefäße (Bazilläre Angiomatose) können betroffen sein. Im Blut können Hämolyse und Thrombozytopenie auftreten.
Darüber hinaus kann es zu einer generalisierten Ausbreitung der Hautpapeln kommen.

### Katzen
Klinische Erscheinungen wurden bei Katzen bislang nur bei wenigen experimentellen Infektionen beobachtet. Sie zeigten sich in leichtem Fieber und Fressunlust. Pathologisch ließen sich Hyperplasien der Lymphknoten, der Milzfollikel und eine lymphozytäre Cholangitis nachweisen. Auch Fruchtbarkeitsstörungen wurden bei infizierten Tieren beobachtet.

## Diagnostik

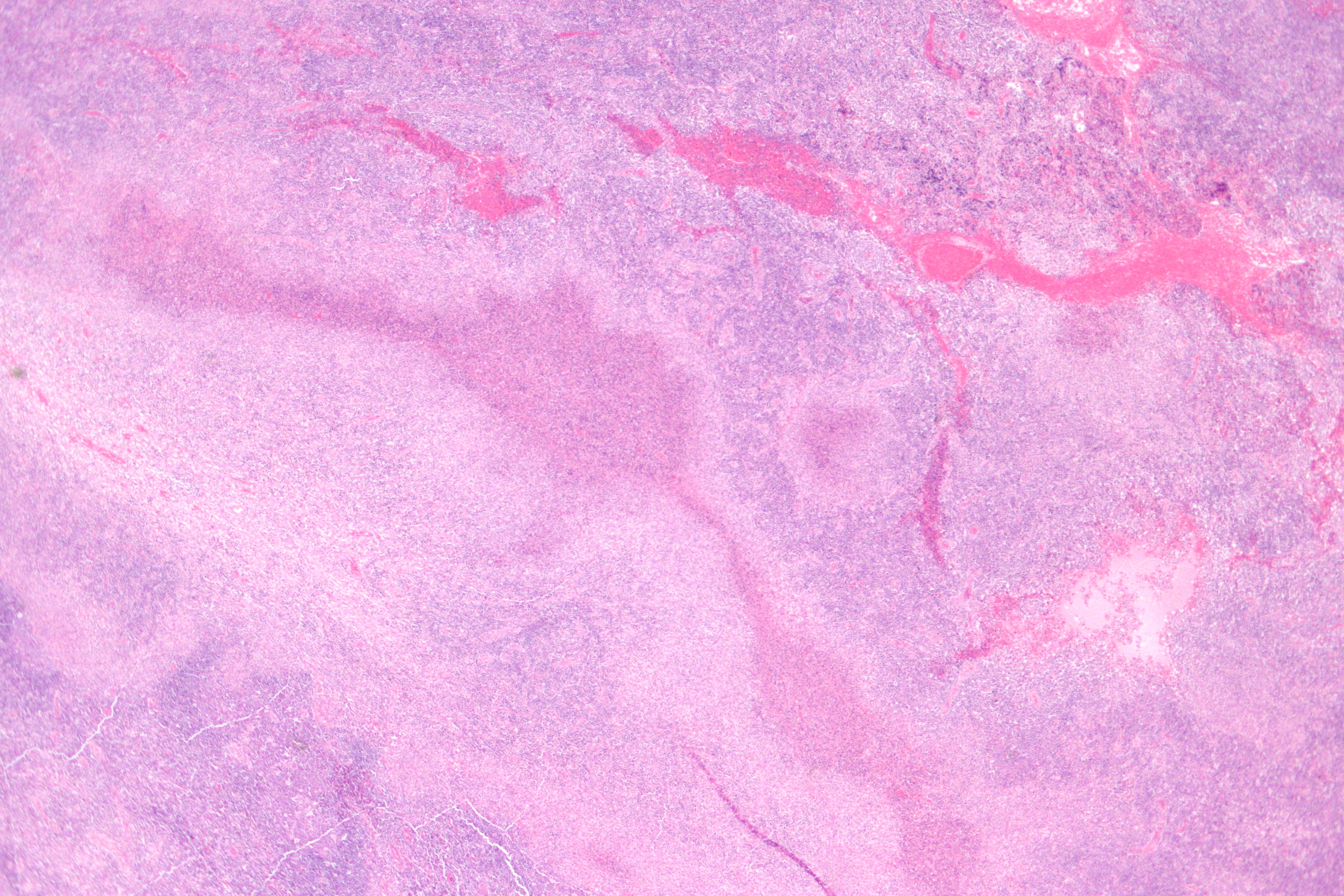
Mikrofoto von Katzenkratzkrankheit. HE-Färbung.

Vorberichtlich ist ein Kontakt zu Katzen abzuklären. Die Infektion kann indirekt über den Antikörpernachweis im Blut oder direkt durch eine Polymerase-Kettenreaktion (PCR) zum Nachweis von B.-henselae-DNA nachgewiesen werden.
Die Ultraschalluntersuchung der Lymphknoten und die Biopsie oder Feinnadelbiopsie aus einem Lymphknoten können zur Abklärung herangezogen werden. Feingeweblich zeigt sich hier eine granulomatöse Entzündung mit zentraler Nekrose. Im Blut ist eine unspezifische Erhöhung der Entzündungswerte (CRP, Leukozyten) nachweisbar.
Bei Katzen sind eine Anzüchtung des Erregers über eine Blutkultur, der Antikörpernachweis oder eine PCR möglich.

## Differenzialdiagnostik
- Lymphadenitis durch andere Erreger:
  - Lymphknotenbefall durch Mykobakterien, insbesondere durch Tuberkulose
  - infektiöse Mononukleose
  - Cytomegalievirus-Infektion
  - akute HIV-Infektion
  - Toxoplasmose
  - Sekundärstadium der Syphilis
  - Lymphogranuloma venereum
  - Aktinomykose
  - Brucellose
  - Tularämie
- Lymphknotenmetastasen bösartiger Tumoren
- Lymphome wie Morbus Hodgkin oder Non-Hodgkin-Lymphome

## Therapie
In der Mehrzahl der Fälle heilt die Krankheit auch ohne Therapie nach etwa zwei bis drei Monaten aus. Falls dies nicht der Fall ist, muss eine Antibiotikatherapie erfolgen. Positive Erfahrungen liegen mit Azithromycin vor. Auch andere Antibiotika wie beispielsweise Erythromycin oder Doxycyclin in Kombination mit Rifampicin sind, abhängig unter anderem von der Symptomatik, wirksam.
Bei Katzen können Erythromycin, Enrofloxacin oder Doxycyclin über zwei bis drei Wochen eingesetzt werden. Allerdings kann es jederzeit zu Neuinfektionen kommen.